# James Douglas Gordon
Pour les articles homonymes, voir James Gordon (homonymie).
James Douglas Gordon, né à Cascumpeque près d'Alberton en 1832 et mort assassiné le 25 février 1872 ou le 7 mars 1872 à Erromango, est un missionnaire protestant écossais-canadien.

## Biographie
Fils de John Gordon et de Mary Ramsey, il est le frère cadet de George Nicol Gordon. Il décide d'aller évangéliser les Nouvelles-Hébrides après le meurtre de son frère à Erromango en 1861. Il y arrive en 1864 comme membre de l'Église presbytérienne du Canada et de la Presbyterian Church of Australia (en). En 1870, devenu missionnaire indépendant, il traduit le livre de la Genèse et l'Évangile selon Matthieu en erromanga.
Il est assassiné par un indigène le 25 février 1872 dans le lieu même où furent tués son frère, la femme de celui-ci et leur fils et dans les mêmes circonstances, en tentant de soigner les enfants de l'indigène. Gordon a accompagné celui-ci jusqu'à sa hutte où les deux enfants sont trouvés morts. Le père affolé accuse alors le missionnaire de sorcellerie et le tue aussitôt avec sa hachette.
Il est considéré comme un martyr chrétien,,.
Le corps de James Douglas Gordon est inhumé à Dillon's Bay, la principale mission de l'île. L'église des Martyrs y est créée en 1879 et restaurée en 1968.